# Maaltijdsalade
Een maaltijdsalade is een salade die, in tegenstelling tot een gangbare salade, die een onderdeel van een maaltijd vormt, dienstdoet als een volledige maaltijd.
Maaltijdsalades bevatten bijvoorbeeld gegrilde kip, gekruide vleesreepjes, gebakken spek, gebakken champignons, Franse kaas, aardappelblokjes, macaroni of andere pasta. Een bekend voorbeeld van een maaltijdsalade is de salade niçoise.